# FC Winterthur/Saison 2018/19
Dieser Artikel hat den FC Winterthur in der Saison 2018/19 zum Thema. Der FC Winterthur spielte in dieser Saison in der Challenge League. Im Unterschied zu den Vorsaisons lieferte der Verein bis zur Winterpause eine gute Saison und überwinterte auf dem 2. Platz, der in dieser Saison erstmals wieder für die Teilnahme an Barragespielen gegen den Neuntplatzierten der Super League berechtigt hätte. Den zweiten Platz konnte die Mannschaft jedoch nicht halten und verlor insbesondere im letzten Viertel der Meisterschaft den Anschluss an den Barrageplatz. Im Schweizer Cup schied man im Achtelfinal zum vierten Mal innerhalb von sechs Saisons gegen den FC Basel aus. Wie bereits in der letzten Saison stand der Verein auch in dieser Saison ohne Präsident da.

## Saisonverlauf

### Vorbereitung
Auf die neue Saison 2018/19 hin musste der FC Winterthur einige Abgänge kompensieren. Bereits im April wurden mit den beiden Rückkehrern Davide Callà (Mittelfeldspieler) vom FC Basel und Sead Hajrović (Verteidiger) vom FC Wohlen zwei gewichtige Neuzuzüge für die neue Saison verpflichtet, wobei vor allem auch Callà als Führungsspieler geholt wurde. Pünktlich zum letzten Spieltag der alten Saison wurde auch die Verpflichtung des neuen Trainers Ralf Loose als Nachfolger von Livio Bordoli bekannt gegeben. Loose wirkte zuletzt bis 2015 als Trainer des deutschen Drittligisten Preussen Münster. Als Ersatz für den zu Neuchâtel Xamax abwandernden Matthias Minder wurde Raphael Spiegel verpflichtet, der zuletzt als Ersatztorhüter beim portugiesischen Erstligisten Boavista Porto unter Vertrag stand. Als Rückkehrer kam der ehemalige Junior und Innenverteidiger Granit Lekaj vom FC Wil zurück auf die Schützenwiese. Weiter hatten die beiden Nachwuchsspieler Enrique Wild (Linker Verteidiger) und Bojan Milosavljevic als dritter Goalie Zweijahresverträge unterschrieben. Das Mittelfeld wurde leihweise durch den offensiv ausgerichteten Roberto Alves von GC und den eher defensiv tätigen Remo Arnold vom FC Luzern verstärkt. In der Offensive, wo der Abgang des bisherigen Topscorers Silvio zum FC Wil zu kompensieren war, wurden einerseits Jordan Gele aus dem B-Kader des FC Nantes und anderseits Taulant Seferi verpflichtet, der leihweise von den Young Boys kam. Die Transferpolitik wurde vom Landboten dahingehend beurteilt, dass vorwiegend Spieler geholt wurden, die die Mannschaft «stabiler, konstanter und mental stärker» machen sollen.
Die Vorbereitungsspiele begann der FCW mit einer 1:3-Niederlage gegen den FC Luzern und konnte danach den Freiämtercup mit Siegen gegen den FC Wohlen (5:0) und den FC Aarau (4:3) gewinnen. Am 9. Juli sahen 3'500 Zuschauer einen 3:2-Heimieg der Winterthurer gegen den Premier-League-Verein West Ham United, der jedoch nicht in Bestbesetzung und mit Trainingsrückstand auf der Schützenwiese erschien. Danach flog die Mannschaft nach Manchester, um nach zwei Spielen auf der Schützenwiese dem FC United of Manchester einen Revanchebesuch abzustatten, wobei das aus einem kampfbetonten Spiel resultierende 1:1 gegen die sechstklassige Amateurmannschaft weniger zufriedenstellend war als das Resultat gegen West Ham wenige Tage zuvor. Das Spiel war das erste Spiel der Vereinsgeschichte auf den Britischen Inseln, das komplett gespielt wurde – 1959 musste ein Spiel in Sunderland wegen Nebels abgebrochen werden.

### Hinrunde
Vor dem Saisonstart setzte Loose den Massstab mit Blick auf die vergangene Saison bei Vereinen wie Kriens, Chiasso oder Rapperswil-Jona an, die tendenziell eher zu den Abstiegskandidaten zählten. Laut Loose bestand die Mannschaft auch aus Spielern, die in der vergangenen Saison eher schlecht gespielt hatten, und müsse zuerst zusammenwachsen. Seitens des Vereins forderten der Sportliche Leiter Oliver Kaiser sowie auch Geschäftsführer Andreas Mösli, dass der FCW diese Saison nichts mehr mit dem Abstieg zu tun haben dürfe. Laut Kaiser war das Ziel ein Platz im gesicherten Mittelfeld. Der Landbote forderte in seinem Artikel zum Saisonstart eine Saison, «die einfach besser sein muss», und attestierte der Mannschaft in der neuen Saison mehr Persönlichkeit und eine Defensive, die stabiler sein dürfte.
Das Startspiel gegen Wil verlor der FCW zwar mit 0:2, jedoch zeigte er bereits in den kommenden Spielen mit Siegen gegen den FC Aarau (3:1) und Rapperswil-Jona (4:0), dass die Mannschaft besser aufgestellt war als in der vorhergehenden Saison. Nach einem guten ersten Meisterschaftsviertel konnte der FCW nach neun Spielen als Viertplatzierter 14 Punkte vorweisen. In der relativ ausgeglichenen Liga lag er damit vier Punkte hinter dem Leader FC Wil. Es war das sechstbeste Meisterschaftsviertel des FCW seit der Einführung der Zehnerliga 2010. Im Schweizer Cup hingegen musste sich Winterthur, nach Siegen gegen Greifensee und die AC Bellinzona, am 31. Oktober trotz zufriedenstellender Leistung zum wiederholten Mal gegen den FC Basel mit 0:1 geschlagen geben. Vor dem Cupspiel gab es ein Freundschaftsspiel des «FC Winterthur Brühlgut», eines fünf Monate zuvor in Zusammenarbeit mit der Stiftung Brühlgut gegründeten, offiziellen FCW-Teams für Menschen mit geistigen Beeinträchtigungen, gegen das «FC Basel Dreamteam».
In der Liga lief es dem FCW auch im zweiten Meisterschaftsviertel weiterhin gut, und er klassierte sich in den Runden 12 und 13 punktgleich mit Leader Servette Genf auf dem dritten respektive zweiten Platz. In den nachfolgenden zwei Direktduellen gegen die beiden Aufstiegsfavoriten vom Lac Léman, Lausanne und Genf, konnten die Winterthurer ihre Leistungen bei zwei klaren Niederlagen jedoch nicht bestätigen und mussten insbesondere Leader Genf an der Tabellenspitze wieder ziehen lassen. Danach konnte sich Winterthur jedoch wieder fangen und schloss die Hinrunde mit zwei Siegen nach Rückstand gegen die beiden Abstiegskandidaten Kriens und Chiasso sowie einem 0:0-Unentschieden gegen den damaligen Tabellenzweiten Wil ab.
Durch diese Resultate konnte Winterthur die Hinrunde als Anführer einer Dreier-Verfolgergruppe sechs Punkte hinter Leader Servette FC auf Platz 2 beenden, der diese Saison erstmals für die Teilnahme an zwei Barragespielen berechtigte. Mit 31 Punkten und einem Torverhältnis von 29:26 konnte Winterthur in seinem ersten Halbjahr unter Trainer Ralf Loose sein bestes Hinrundeergebnis seit Einführung der 10er-Liga verbuchen. In der vorhergehenden Saison hatte der Verein in der ganzen Saison nur einen Punkt mehr erspielt.

### Rückrunde
Obwohl Sportchef Kaiser eigentlich keine Kadermutationen vornehmen wollte, musste der FCW bereits kurz nach Rückrundenende den Abgang Manuel Sutters zum FC Vaduz vermelden, der seinen Vertrag in Winterthur auflösen liess. Mit Jordan Gelé verliess auch ein zweiter Stürmer die Eulachstadt, der jedoch in der Hinrunde bereits nach der 6. Runde verletzungsbedingt ausfiel. Als Dritter verliess Nikola Milosavljevic den Verein. Den Verlust an Offensivkräften kompensierte der Verein mit den Leihen des Mittelfeldspielers Liridon Mulaj aus Neuenburg sowie mit Mark Anders Lepik von Flora Tallinn. Letzterer war jedoch immer wieder verletzt und verliess Winterthur Ende Saison wieder ohne einen Einsatz – weder in der Eins noch in der U21. Weitere Verpflichtungen waren der Defensivspieler Marin Cavar aus der U21 des FC Zürich, der in der zweiten Hälfte der Rückrunde vermehrt zu Einsätzen kam, sowie die Leihe von Eris Abedini vom FC Lugano. In der Vorbereitung konnte Winterthur das erste Testspiel gegen den FC Luzern gewinnen. Im Trainingslager an der Costa del Sol verlor Winterthur gegen den Karlsruher SC und konnte gegen eine chinesische U25-Auswahl sowie gegen den rumänischen Erstligisten Concordia Chiajna je einen Sieg verbuchen. Zurück in der Schweiz, spielte man noch Unentschieden gegen den estnischen Rekordmeister Flora Tallinn und konnte gegen die unterklassigen YF Juventus Zürich nochmals gewinnen. Zum Ende der Vorbereitung verlängerte der FCW zudem noch den Vertrag mit Trainer Ralf Loose.
Als Ziel wurde zu Beginn der Rückrunde vom Verein die Bestätigung der Leistungen der Vorrunde bekannt gegeben und explizit nicht der sportliche Aufstieg, obwohl der Verein auf dem Barrageplatz überwinterte. Ein realistisches Ziel sollte demnach ein Platz in den Top 4 sein. Die Rückrunde der Winterthurer begann mit einer 0:2-Niederlage beim Tabellenletzten, der Verein konnte sich jedoch darauf mit zwei Siegen zuhause gegen Rapperswil-Jona und Vaduz fangen. Im vierten Spiel musste Winterthur mit einem 1:1 gegen Chiasso gegen einen weiteren Abstiegskandidaten einen unnötigen Punktverlust hinnehmen, das darauffolgende 1:1 im Verfolgerduell gegen Lausanne-Sport durfte jedoch als zufriedenstellende Leistung verbucht werden. Danach verlor der FCW jedoch mit knappen Niederlagen gegen die Mittelfeldclubs Wil (trotz Überzahl) und Aarau langsam den Anschluss an die Spitze und konnte auch im Spiel gegen den Tabellenleader Genf seine Bilanz nicht aufpolieren.
Da jedoch auch Lausanne nicht überragend spielte, blieb der Kampf um die Barrage nach einem Sieg in Schaffhauen auch neun Spiele vor Meisterschaftsende weiterhin spannend – der Rückstand auf die Waadtländer betrug Anfang April lediglich zwei Punkte. Um den Anschluss auch im letzten Viertel zu wahren, brauchte es durchaus eine leistungsmässige Wende. Dies konnte Winterthur jedoch resultatemässig in den folgenden Spielen nicht vorweisen. Nach Unentschieden gegen die inzwischen drittbeste Mannschaft der Rückrunde, den SC Kriens, sowie den Tabellennachbarn FC Aarau musste man nicht nur Lausanne punktemässig ziehen lassen, sondern auch den 3. Platz an die Aargauer abgeben. Um sich trotzdem noch eine Chance zu wahren, wären danach Siege gegen die Erst- respektive Zweitplatzierten Genf und Lausanne nötig gewesen – der FCW konnte jedoch keine Punkte aus den beiden Spielen gewinnen, wodurch die Eulachstädter Ende April stabil auf dem 4. Platz standen. Im letzten Monat der Meisterschaft konnte der FCW jedoch leistungsmässig reüssieren und aus fünf Spielen vier Siege verbuchen, was jedoch keinen Einfluss mehr auf die Tabelle hatte – aber immerhin die Bilanz der Rückrunde noch aufpolierte.
Die Saison 2018/19 konnte daher am Ende, trotz einer teilweise durchzogenen Rückrunde, als Erfolg verbucht werden. Der FCW lieferte seine punktemässig beste Saison seit sechs Jahren ab und schloss die Saison auf Platz 4 mit acht Punkten Rückstand auf den Barrageplatz ab. Der Landbote bilanzierte, dass der FCW «sehr vieles gut gemacht» hatte und attestierte auch Sportchef Oliver Kaiser sowie Trainer Ralf Loose eine gute Arbeit – jedoch brachten die Wintertransfers nicht die erwünschte Verstärkung. Bei der Spielerbenotung vergab der Landbote drei Spielern mit einer 5,5 eine sehr gute Schulnote, nämlich den Mittelfeldspielern Remo Arnold – dessen Abgang zu Saisonende bereits feststand – und Roberto Alves, der am Ende der Rückrunde zum Stammspieler avancierte, sowie Luka Sliskovic, der wie Alves diese Saison zur Stammkraft wurde. Mit einer 5 ebenfalls gut benotet wurden Sead Hajrović, Ousmane Doumbia, Davide Callà und Roberto Alves.

## Kader
Kader, basierend auf Angaben der Website der Swiss Football League (SFL), abgerufen am 15. April 2019.
| Nummer     | Spieler              | Geburtstag         | Nationalität   | Im Team seit | Letzter Verein      |     |     |
| Tor        | Tor                  | Tor                | Tor            | Tor          | Tor                 | Tor | Tor |
| ---------- | -------------------- | ------------------ | -------------- | ------------ | ------------------- | --- | --- |
| 1          | Raphael Spiegel      | 19. Dezember 1992  | Schweiz        | 2018         | Boavista Porto      |     |     |
| 32         | Alexis Rüegg         | 14. Mai 1999       | Schweiz        | 2018         | eigene Jugend       |     |     |
| 36         | Bojan Milosavljevic  | 31. Juli 1998      | Schweiz        | 2018         | FC Zürich U21       |     |     |
| Abwehr     |                      |                    |                |              |                     |     |     |
| 2          | Nicolas Stettler     | 28. April 1996     | Schweiz        | 2017         | FC Zürich           |     |     |
| 4          | Sead Hajrović        | 4. Juni 1993       | Schweiz        | 2018         | FC Wohlen           |     |     |
| 5          | Julian Roth          | 14. März 1998      | Schweiz        | 2016         | eigene Jugend       |     |     |
| 15         | Valon Hamdiu         | 10. Juni 1998      | Nordmazedonien | 2018         | FC St. Gallen U21   |     |     |
| 19         | Enrique Wild         | 27. September 1999 | Schweiz        | 2018         | eigene Jugend       |     |     |
| 20         | Marin Cavar          | 18. Juni 1999      | Schweiz        | 2019         | FC Zürich U21       |     |     |
| 23         | Granit Lekaj         | 23. Februar 1990   | Schweiz        | 2018         | FC Wil              |     |     |
| 27         | Tobias Schättin      | 5. Juni 1997       | Schweiz        | 2014         | eigene Jugend       |     |     |
| 28         | Marc Schmid          | 28. Januar 1999    | Schweiz        | 2018         | eigene Jugend       |     |     |
| 29         | Gabriel Isik         | 6. Juni 1999       | Deutschland    | 2017         | eigene Jugend       |     |     |
| 31         | Denis Markaj         | 20. Februar 1991   | Schweiz        | 2017         | FC Aarau            |     |     |
| Mittelfeld |                      |                    |                |              |                     |     |     |
| 6          | Ousmane Doumbia      | 21. Mai 1992       | Elfenbeinküste | 2018         | Yverdon Sports      |     |     |
| 8          | Eris Abedini         | 29. August 1998    | Schweiz        | 2019         | FC Lugano           |     |     |
| 10         | Roberto Alves        | 8. Juni 1997       | Schweiz        | 2018         | FC Wil              |     |     |
| 11         | Luca Radice          | 9. April 1987      | Italien        | 2016         | FC Aarau            |     |     |
| 14         | Patrick Sutter       | 18. Januar 1999    | Schweiz        | 2019         | FC St. Gallen U21   |     |     |
| 21         | Remo Arnold          | 17. Januar 1997    | Schweiz        | 2018         | FC Luzern           |     |     |
| 22         | Karim Gazzetta       | 1. April 1995      | Schweiz        | 2016         | Servette Genf       |     |     |
| 24         | Nikola Milosavljevic | 24. April 1996     | Schweiz        | 2018         | FC Sion             |     |     |
| 30         | Rijad Saliji         | 5. April 1999      | Schweiz        | 2017         | eigene Jugend       |     |     |
| 32         | Liridon Mulaj        | 4. Januar 1999     | Schweiz        | 2019         | Neuchâtel Xamax FCS |     |     |
| 33         | Davide Callà         | 6. Oktober 1984    | Schweiz        | 2018         | FC Basel            |     |     |
| Angriff    |                      |                    |                |              |                     |     |     |
| 7          | Luka Sliskovic       | 4. April 1995      | Österreich     | 2016         | FC Biel             |     |     |
| 9          | Manuel Sutter        | 8. März 1991       | Österreich     | 2016         | FC Vaduz            |     |     |
| 17         | Taulant Seferi       | 15. November 1996  | Albanien       | 2018         | BSC Young Boys      |     |     |
| 25         | Mark Anders Lepik    | 10. September 2000 | Estland        | 2019         | FC Flora Tallinn    |     |     |
| 26         | Jordan Gele          | 16. September 1992 | Frankreich     | 2018         | FC Rapperswil-Jona  |     |     |

## Transfers
Transfers, basierend unter anderem auf Angaben der Website der Swiss Football League (SFL), abgerufen am 15. April 2019
| Zugänge              | Zugänge                     | Zugänge                   | Zugänge         |
| Name                 | abgebender Verein           | Transferart               | Transferperiode |
| -------------------- | --------------------------- | ------------------------- | --------------- |
| Roberto Alves        | FC Wil                      | Leihe                     | Sommer 2018     |
| Remo Arnold          | FC Luzern                   | Leihe                     | Sommer 2018     |
| Davide Callà         | FC Basel                    | ablösefrei                | Sommer 2018     |
| Jordan Gele          | vereinslos (ex FC Nantes B) | ablösefrei                | Sommer 2018     |
| Sead Hajrović        | FC Wohlen                   | ablösefrei                | Sommer 2018     |
| Granit Lekaj         | FC Wil                      | ablösefrei                | Sommer 2018     |
| Alexis Rüegg         | FC Winterthur U21           | eigene Jugend             | Sommer 2018     |
| Tobias Schättin      | FC Zürich                   | Leihende                  | Sommer 2018     |
| Marc Schmid          | FC Winterthur U21           | eigene Jugend             | Sommer 2018     |
| Taulant Seferi       | FC Wohlen                   | ablösefrei                | Sommer 2018     |
| Raphael Spiegel      | Boavista Porto              | ablösefrei                | Sommer 2018     |
| Enrique Wild         | FC Winterthur U21           | eigene Jugend             | Sommer 2018     |
| Eris Abedini         | FC Lugano                   | Leihe                     | Winter 2019     |
| Marin Cavar          | FC Zürich U21               | ?                         | Winter 2019     |
| Mark Anders Lepik    | FC Flora Tallinn            | Leihe                     | Winter 2019     |
| Liridon Mulaj        | Neuchâtel Xamax FCS         | Leihe                     | Winter 2019     |
| Patrick Sutter       | FC St. Gallen U21           | Leihe                     | Winter 2019     |
| Abgänge              |                             |                           |                 |
| Name                 | aufnehmender Verein         | Transferart               | Transferperiode |
| Yannik Bünzli        | vereinslos                  | ablösefrei                | Sommer 2018     |
| Leandro Di Gregorio  | Stade Nyonnais              | ablösefrei                | Sommer 2018     |
| Kwadwo Duah          | Servette FC                 | ablösefrei                | Sommer 2018     |
| Guillaume Katz       | FC Echallens                | ablösefrei                | Sommer 2018     |
| Tiziano Lanza        | YF Juventus Zürich          | ablösefrei                | Sommer 2018     |
| Krešo Ljubičić       | Bayern Alzenau              | ablösefrei                | Sommer 2018     |
| Jordi López          | AD Unión Adarve             | Leihende                  | Sommer 2018     |
| Matthias Minder      | Neuchâtel Xamax             | ablösefrei                | Sommer 2018     |
| Ambre Nsumbu         | vereinslos                  | ablösefrei                | Sommer 2018     |
| Kofi Schulz          | Apollon Smyrnis             | Leihende (BSC Young Boys) | Sommer 2018     |
| Silvio               | FC Wil                      | ablösefrei                | Sommer 2018     |
| Dario Ulrich         | SC Kriens                   | ablösefrei                | Sommer 2018     |
| Jordan Gele          | vereinslos                  | ablösefrei                | Winter 2019     |
| Nikola Milosavljevic | FC Chiasso                  | Leihende (FC Sion)        | Winter 2019     |
| Manuel Sutter        | FC Vaduz                    | ablösefrei                | Winter 2019     |

## Resultate

### Challenge League

#### Hinrunde
| 21. Juli 2018, 17:30 Uhr 1. Runde | FC Wil         | 2:0            | FC Winterthur | IGP Arena, Wil Zuschauer: 1'100 Schiedsrichter: Piccolo |
| 21. Juli 2018, 17:30 Uhr 1. Runde | Sílvio 56′ 82′ | Spieltelegramm |               | IGP Arena, Wil Zuschauer: 1'100 Schiedsrichter: Piccolo |

| 27. Juli 2018, 20:00 Uhr 2. Runde | FC Winterthur              | 3:1            | FC Aarau      | Schützenwiese, Winterthur Zuschauer: 3'400 Schiedsrichter: Gut |
| 27. Juli 2018, 20:00 Uhr 2. Runde | Gazzetta 64′ Callà 77′ 86′ | Spieltelegramm | 90+3′ Almeida | Schützenwiese, Winterthur Zuschauer: 3'400 Schiedsrichter: Gut |

| 4. August 2018, 18:00 Uhr 3. Runde | FC Rapperswil-Jona | 0:4            | FC Winterthur                              | Grünfeld, Rapperswil-Jona Zuschauer: 1'658 Schiedsrichter: Piccolo |
| 4. August 2018, 18:00 Uhr 3. Runde |                    | Spieltelegramm | 1′ Isik 7′ Rohrbach 48′ Doumbia 83′ Seferi | Grünfeld, Rapperswil-Jona Zuschauer: 1'658 Schiedsrichter: Piccolo |

| 11. August 2018, 18:00 Uhr 4. Runde | FC Winterthur | 1:1            | SC Kriens    | Schützenwiese, Winterthur Zuschauer: 3'600 Schiedsrichter: Schärli |
| 11. August 2018, 18:00 Uhr 4. Runde | Sliskovic 53′ | Spieltelegramm | 56′ Siegrist | Schützenwiese, Winterthur Zuschauer: 3'600 Schiedsrichter: Schärli |

| 24. August 2018, 20:00 Uhr 5. Runde | Servette Genf | 2:0            | FC Winterthur | Stade de Genève, Lancy Zuschauer: 2'423 Schiedsrichter: Wolfensberger |
| 24. August 2018, 20:00 Uhr 5. Runde | Kone 15′ 68′  | Spieltelegramm |               | Stade de Genève, Lancy Zuschauer: 2'423 Schiedsrichter: Wolfensberger |

| 1. September 2018, 18:00 Uhr 6. Runde | FC Winterthur | 1:1            | FC Schaffhausen         | Schützenwiese, Winterthur Zuschauer: 4'000 Schiedsrichter: Gut |
| 1. September 2018, 18:00 Uhr 6. Runde | Gele 42′      | Spieltelegramm | 53′ (Penalty) Castroman | Schützenwiese, Winterthur Zuschauer: 4'000 Schiedsrichter: Gut |

| 23. September 2018, 16:00 Uhr 7. Runde | FC Vaduz | 0:1            | FC Winterthur | Rheinpark, Vaduz Zuschauer: 1'638 Schiedsrichter: Bieri |
| 23. September 2018, 16:00 Uhr 7. Runde |          | Spieltelegramm | 75′ Alves     | Rheinpark, Vaduz Zuschauer: 1'638 Schiedsrichter: Bieri |

| 26. September 2018, 20:00 Uhr 8. Runde | FC Winterthur          | 2:1            | FC Lausanne-Sport | Schützenwiese, Winterthur Zuschauer: 4'000 Schiedsrichter: Dudic |
| 26. September 2018, 20:00 Uhr 8. Runde | Doumbia 36′ Seferi 61′ | Spieltelegramm | 75′ Rapp          | Schützenwiese, Winterthur Zuschauer: 4'000 Schiedsrichter: Dudic |

| 29. September 2018, 18:00 Uhr 9. Runde | FC Winterthur | 0:1            | FC Chiasso    | Schützenwiese, Winterthur Zuschauer: 3'500 Schiedsrichter: al-Marri |
| 29. September 2018, 18:00 Uhr 9. Runde |               | Spieltelegramm | 70′ Josipovic | Schützenwiese, Winterthur Zuschauer: 3'500 Schiedsrichter: al-Marri |

| 7. Oktober 2018, 15:00 Uhr 10. Runde | FC Aarau               | 2:3            | FC Winterthur                     | Brügglifeld, Suhr Zuschauer: 2'886 Schiedsrichter: San |
| 7. Oktober 2018, 15:00 Uhr 10. Runde | Elsad Zverotić 42′ 54′ | Spieltelegramm | 33′ Wild 47′ Seferi 62′ Sliskovic | Brügglifeld, Suhr Zuschauer: 2'886 Schiedsrichter: San |

| 19. Oktober 2018, 21:00 Uhr 11. Runde | FC Winterthur        | 2:0            | FC Vaduz  | Schützenwiese, Winterthur Zuschauer: 3'000 Schiedsrichter: Piccolo |
| 19. Oktober 2018, 21:00 Uhr 11. Runde | Callà 23′ Seferi 34′ | Spieltelegramm | 58′ Tadic | Schützenwiese, Winterthur Zuschauer: 3'000 Schiedsrichter: Piccolo |

| 27. Oktober 2018, 17:30 Uhr 12. Runde | FC Schaffhausen              | 2:2            | FC Winterthur           | LIPO Park, Schaffhausen Zuschauer: 1'674 Schiedsrichter: Tschudi |
| 27. Oktober 2018, 17:30 Uhr 12. Runde | Tranquilli 34′ Gonçalves 90′ | Spieltelegramm | 64′ Seferi 82′ Gazzetta | LIPO Park, Schaffhausen Zuschauer: 1'674 Schiedsrichter: Tschudi |

| 4. November 2018, 15:00 Uhr 13. Runde | FC Winterthur                               | 3:2            | FC Rapperswil-Jona             | Schützenwiese, Winterthur Zuschauer: 3'200 Schiedsrichter: Jaccottet |
| 4. November 2018, 15:00 Uhr 13. Runde | Sliskovic 11′ Isik 36′ Seferi 62′ (Penalty) | Spieltelegramm | 49′ Turkes 90+4′ Güntensperger | Schützenwiese, Winterthur Zuschauer: 3'200 Schiedsrichter: Jaccottet |

| 9. November 2018, 20:00 Uhr 14. Runde | FC Winterthur | 1:3            | Servette Genf                        | Schützenwiese, Winterthur Zuschauer: 4'500 Schiedsrichter: San |
| 9. November 2018, 20:00 Uhr 14. Runde | Sliskovic 6′  | Spieltelegramm | 18′ Schalk 49′ Alphonse 55′ Wüthrich | Schützenwiese, Winterthur Zuschauer: 4'500 Schiedsrichter: San |

| 24. November 2018, 17:00 Uhr 15. Runde | FC Lausanne-Sport                         | 5:1            | FC Winterthur | Stade Olympique de la Pontaise, Lausanne Zuschauer: 2'120 Schiedsrichter: Piccolo |
| 24. November 2018, 17:00 Uhr 15. Runde | Dominguez 12′ 60′ Pos 33′ 45+2′ Silva 73′ | Spieltelegramm | 82′ Alves     | Stade Olympique de la Pontaise, Lausanne Zuschauer: 2'120 Schiedsrichter: Piccolo |

| 1. Dezember 2018, 17:30 Uhr 16. Runde | SC Kriens | 1:2            | FC Winterthur          | Kleinfeld, Kriens Zuschauer: 1'400 Schiedsrichter: Horisberger |
| 1. Dezember 2018, 17:30 Uhr 16. Runde | Rüedi 14′ | Spieltelegramm | 62′ Radice 84′ Doumbia | Kleinfeld, Kriens Zuschauer: 1'400 Schiedsrichter: Horisberger |

| 9. Dezember 2018, 15:00 Uhr 17. Runde | FC Winterthur  | 0:0 | FC Wil | Schützenwiese, Winterthur Zuschauer: 2'800 Schiedsrichter: Cibelli |
| 9. Dezember 2018, 15:00 Uhr 17. Runde | Spieltelegramm |     |        | Schützenwiese, Winterthur Zuschauer: 2'800 Schiedsrichter: Cibelli |

| 16. Dezember 2018, 14:30 Uhr 18. Runde | FC Chiasso     | 1:3            | FC Winterthur                      | Riva IV, Chiasso Zuschauer: 500 Schiedsrichter: Fähndrich |
| 16. Dezember 2018, 14:30 Uhr 18. Runde | Milinceanu 16′ | Spieltelegramm | 19′ Callà 35′ Hajrovic 45+2′ Alves | Riva IV, Chiasso Zuschauer: 500 Schiedsrichter: Fähndrich |

#### Rückrunde
| 20. Februar 2019, 19:30 Uhr 19. Runde | FC Winterthur         | 2:0            | FC Rapperswil-Jona | Schützenwiese, Winterthur Zuschauer: 2'700 Schiedsrichter: Horisberger |
| 20. Februar 2019, 19:30 Uhr 19. Runde | Radice 13′ Seferi 89′ | Spieltelegramm |                    | Schützenwiese, Winterthur Zuschauer: 2'700 Schiedsrichter: Horisberger |

| 9. Februar 2019, 17:30 Uhr 20. Runde | SC Kriens                 | 2:0            | FC Winterthur | Kleinfeld, Kriens Zuschauer: 1'300 Schiedsrichter: San |
| 9. Februar 2019, 17:30 Uhr 20. Runde | Dzonlagic 26′ Selmani 32′ | Spieltelegramm |               | Kleinfeld, Kriens Zuschauer: 1'300 Schiedsrichter: San |

| 15. Februar 2019, 20:00 Uhr 21. Runde | FC Winterthur                  | 3:0            | FC Vaduz | Schützenwiese, Winterthur Zuschauer: 2'700 Schiedsrichter: Piccolo |
| 15. Februar 2019, 20:00 Uhr 21. Runde | Callà 17′ Alves 28′ Radice 78′ | Spieltelegramm |          | Schützenwiese, Winterthur Zuschauer: 2'700 Schiedsrichter: Piccolo |

| 23. Februar 2019, 18:30 Uhr 22. Runde | FC Chiasso  | 1:1            | FC Winterthur | Riva IV, Chiasso Zuschauer: 480 Schiedsrichter: Fähndrich |
| 23. Februar 2019, 18:30 Uhr 22. Runde | Pollero 17′ | Spieltelegramm | 89′ Sliskovic | Riva IV, Chiasso Zuschauer: 480 Schiedsrichter: Fähndrich |

| 3. März 2019, 15:00 Uhr 23. Runde | FC Winterthur | 1:1            | FC Lausanne-Sport | Schützenwiese, Winterthur Zuschauer: 5'200 Schiedsrichter: Tschudi |
| 3. März 2019, 15:00 Uhr 23. Runde | Sliskovic 89′ | Spieltelegramm | 81′ Geissmann     | Schützenwiese, Winterthur Zuschauer: 5'200 Schiedsrichter: Tschudi |

| 8. März 2019, 20:00 Uhr 24. Runde | FC Wil         | 1:0            | FC Winterthur | IGP Arena, Wil SG Zuschauer: 1560 Schiedsrichter: Erlachner |
| 8. März 2019, 20:00 Uhr 24. Runde | Cortelezzi 66′ | Spieltelegramm |               | IGP Arena, Wil SG Zuschauer: 1560 Schiedsrichter: Erlachner |

| 17. März 2019, 15:00 Uhr 25. Runde | FC Winterthur | 0:1            | FC Aarau  | Schützenwiese, Winterthur Zuschauer: 4'700 Schiedsrichter: Piccolo |
| 17. März 2019, 15:00 Uhr 25. Runde |               | Spieltelegramm | 30′ Bürgy | Schützenwiese, Winterthur Zuschauer: 4'700 Schiedsrichter: Piccolo |

| 29. März 2019, 20:00 Uhr 26. Runde | Servette Genf                                           | 5:2            | FC Winterthur         | Stade de Genève, Lancy Zuschauer: 3852 Schiedsrichter: Cibelli |
| 29. März 2019, 20:00 Uhr 26. Runde | Schalk 13′ Stevanovic 49′ Kone 70′ Imeri 83′ Chagas 88′ | Spieltelegramm | 6′ Doumbia 90+1′ Isik | Stade de Genève, Lancy Zuschauer: 3852 Schiedsrichter: Cibelli |

| 2. April 2019, 20:00 Uhr 27. Runde | FC Schaffhausen | 1:3            | FC Winterthur                                  | LIPO Park, Schaffhausen Zuschauer: 1974 Schiedsrichter: Schärli |
| 2. April 2019, 20:00 Uhr 27. Runde | Cicek 84′       | Spieltelegramm | 29′ (Penalty) Sliskovic 82′ Alves 90+1′ Seferi | LIPO Park, Schaffhausen Zuschauer: 1974 Schiedsrichter: Schärli |

| 5. April 2019, 20:00 Uhr 28. Runde | FC Winterthur  | 0:0 | SC Kriens | Schützenwiese, Winterthur Zuschauer: 3'000 Schiedsrichter: Wolfensberger |
| 5. April 2019, 20:00 Uhr 28. Runde | Spieltelegramm |     |           | Schützenwiese, Winterthur Zuschauer: 3'000 Schiedsrichter: Wolfensberger |

| 12. April 2019, 20:00 Uhr 29. Runde | FC Aarau                     | 2:2            | FC Winterthur             | Brügglifeld, Suhr Zuschauer: 3981 Schiedsrichter: Horisberger |
| 12. April 2019, 20:00 Uhr 29. Runde | Maierhofer 46′ Karanovic 77′ | Spieltelegramm | 64′ Sliskovic 90+1′ Cavar | Brügglifeld, Suhr Zuschauer: 3981 Schiedsrichter: Horisberger |

| 20. April 2019, 17:00 Uhr 30. Runde | FC Winterthur                     | 2:3            | Servette Genf                      | Schützenwiese, Winterthur Zuschauer: 4'600 Schiedsrichter: Klossner |
| 20. April 2019, 17:00 Uhr 30. Runde | Alves 13′ Sliskovic 38′ (Penalty) | Spieltelegramm | 31′ Schättin 47′ Kone 54′ Wüthrich | Schützenwiese, Winterthur Zuschauer: 4'600 Schiedsrichter: Klossner |

| 26. April 2019, 20:00 Uhr 31. Runde | FC Lausanne-Sport                                           | 4:1            | FC Winterthur | Stade Olympique de la Pontaise, Lausanne Zuschauer: 2952 Schiedsrichter: Piccolo |
| 26. April 2019, 20:00 Uhr 31. Runde | Oliveira 9′ Margiotta 60′ Ndoye 69′ Dominguez 88′ (Penalty) | Spieltelegramm | 50′ Radice    | Stade Olympique de la Pontaise, Lausanne Zuschauer: 2952 Schiedsrichter: Piccolo |

| 4. Mai 2019, 18:00 Uhr 32. Runde | FC Winterthur              | 2:0            | FC Wil | Schützenwiese, Winterthur Zuschauer: 2'500 Schiedsrichter: Wolfensberger |
| 4. Mai 2019, 18:00 Uhr 32. Runde | Hajrovic 26′ Sliskovic 83′ | Spieltelegramm |        | Schützenwiese, Winterthur Zuschauer: 2'500 Schiedsrichter: Wolfensberger |

| 11. Mai 2019, 18:00 Uhr 33. Runde | FC Vaduz   | 1:0            | FC Winterthur | Rheinpark, Vaduz Zuschauer: 1424 Schiedsrichter: Al-Shammari |
| 11. Mai 2019, 18:00 Uhr 33. Runde | Sutter 31′ | Spieltelegramm |               | Rheinpark, Vaduz Zuschauer: 1424 Schiedsrichter: Al-Shammari |

| 16. Mai 2019, 20:00 Uhr 34. Runde | FC Winterthur          | 2:0            | FC Chiasso | Schützenwiese, Winterthur Zuschauer: 2'600 Schiedsrichter: Wolfensberger |
| 16. Mai 2019, 20:00 Uhr 34. Runde | Seferi 13′ Doumbia 25′ | Spieltelegramm |            | Schützenwiese, Winterthur Zuschauer: 2'600 Schiedsrichter: Wolfensberger |

| 23. Mai 2019, 20:00 Uhr 35. Runde | FC Rapperswil-Jona | 1:4            | FC Winterthur                                     | Grünfeld, Rapperswil-Jona Zuschauer: 2010 Schiedsrichter: Schärli |
| 23. Mai 2019, 20:00 Uhr 35. Runde | Hadzi 85′          | Spieltelegramm | 49′ 64′ Sliskovic 63′ Radice 81′ (Penalty) Arnold | Grünfeld, Rapperswil-Jona Zuschauer: 2010 Schiedsrichter: Schärli |

| 26. Mai 2019, 16:00 Uhr 36. Runde | FC Winterthur                         | 3:2            | FC Schaffhausen           | Schützenwiese, Winterthur Zuschauer: 4900 Schiedsrichter: Dudic |
| 26. Mai 2019, 16:00 Uhr 36. Runde | Helbling 10′ Sliskovic 27′ Seferi 55′ | Spieltelegramm | 19′ Demhasaj 81′ Pugliese | Schützenwiese, Winterthur Zuschauer: 4900 Schiedsrichter: Dudic |

### Schweizer Cup

#### 1. Runde
| 18. August 2018, 18:00 Uhr 1. Runde | FC Greifensee | 0:3            | FC Winterthur                                     | Grossriet, Greifensee Zuschauer: 1'000 Schiedsrichter: Dudic |
| 18. August 2018, 18:00 Uhr 1. Runde |               | Spieltelegramm | 14′ Sulejmanov 40′ (Penalty) Sliskovic 80′ Sutter | Grossriet, Greifensee Zuschauer: 1'000 Schiedsrichter: Dudic |

#### 2. Runde
| 15. September 2018, 17:30 Uhr 2. Runde | AC Bellinzona          | 1:2            | FC Winterthur          | Comunale, Bellinzona Zuschauer: 1'500 Schiedsrichter: Horisberger |
| 15. September 2018, 17:30 Uhr 2. Runde | Magnetti 55′ (Penalty) | Spieltelegramm | 10′ Doumbia 68′ Sutter | Comunale, Bellinzona Zuschauer: 1'500 Schiedsrichter: Horisberger |

#### Achtelfinal
| 31. Oktober 2018, 20:00 Uhr Achtelfinal | FC Winterthur | 0:1            | FC Basel   | Schützenwiese, Winterthur Zuschauer: 8'400 Schiedsrichter: Schärer |
| 31. Oktober 2018, 20:00 Uhr Achtelfinal |               | Spieltelegramm | 53′ Widmer | Schützenwiese, Winterthur Zuschauer: 8'400 Schiedsrichter: Schärer |

## Statistik

### Teamstatistik
| Wettbewerb       | Punkte | daheim | daheim | daheim | daheim | daheim | auswärts | auswärts | auswärts | auswärts | auswärts | Total | Total | Total | Total | Total | Tordifferenz |
| Wettbewerb       | Punkte | Sp     | G      | U      | N      | TV     | Sp       | G        | U        | N        | TV       | Sp    | G     | U     | N     | TV    | Tordifferenz |
| ---------------- | ------ | ------ | ------ | ------ | ------ | ------ | -------- | -------- | -------- | -------- | -------- | ----- | ----- | ----- | ----- | ----- | ------------ |
| Challenge League | 32     | 18     | 9      | 5      | 4      | 28:18  | 18       | 7        | 3        | 8        | 29:33    | 36    | 16    | 8     | 12    | 57:51 | +6           |
| Schweizer Cup    | -      | 1      | 0      | 0      | 1      | 0:1    | 2        | 2        | 0        | 0        | 5:1      | 3     | 2     | 0     | 1     | 5:2   | +3           |
| Total            | 32     | 19     | 9      | 5      | 5      | 29:20  | 20       | 9        | 3        | 8        | 34:34    | 39    | 18    | 8     | 13    | 62:53 | +9           |

### Saisonverlauf
| Spieltag | 1 | 2 | 3 | 4 | 5 | 6 | 7 | 8 | 9 | 10 | 11 | 12 | 13 | 14 | 15 | 16 | 17 | 18 | 19 | 20 | 21 | 22 | 23 | 24 | 25 | 26 | 27 | 28 | 29 | 30 | 31 | 32 | 33 | 34 | 35 | 36 |
| -------- | - | - | - | - | - | - | - | - | - | -- | -- | -- | -- | -- | -- | -- | -- | -- | -- | -- | -- | -- | -- | -- | -- | -- | -- | -- | -- | -- | -- | -- | -- | -- | -- | -- |
| Spielort | A | H | A | H | A | H | A | H | H | A  | H  | A  | H  | H  | A  | A  | H  | A  | H  | A  | H  | A  | H  | A  | H  | A  | A  | H  | A  | H  | A  | H  | A  | H  | A  | H  |
| Resultat | N | S | S | U | N | U | S | S | N | S  | S  | U  | S  | N  | N  | S  | U  | S  | S  | N  | S  | U  | U  | N  | N  | N  | S  | U  | U  | N  | N  | S  | N  | S  | S  | S  |
| Platz    | 9 | 5 | 2 | 3 | 5 | 5 | 4 | 4 | 4 | 3  | 3  | 3  | 2  | 3  | 4  | 3  | 3  | 2  | 2  | 3  | 3  | 3  | 3  | 3  | 3  | 4  | 3  | 4  | 4  | 4  | 4  | 4  | 4  | 4  | 4  | 4  |

Legende: Spielort: H = Heim; A = Auswärts. Resultat: S = Sieg; U = Unentschieden; N = Niederlage

### Spielerstatistik
Spieler in kursiv haben den Verein in der Winterpause verlassen oder wurden erst dann verpflichtet.
| Spieler              | Challenge League | Challenge League | Challenge League | Challenge League | Schweizer Cup | Schweizer Cup | Schweizer Cup | Schweizer Cup | Total    | Total | Total       | Total      |
| Spieler              | Einsätze         | Tore             | Gelbe Karte      | Rote Karte       | Einsätze      | Tore          | Gelbe Karte   | Rote Karte    | Einsätze | Tore  | Gelbe Karte | Rote Karte |
| -------------------- | ---------------- | ---------------- | ---------------- | ---------------- | ------------- | ------------- | ------------- | ------------- | -------- | ----- | ----------- | ---------- |
| Eris Abedini         | 11               | 0                | 0                | 0                | 0             | 0             | 0             | 0             | 11       | 0     | 0           | 0          |
| Roberto Alves        | 33               | 6                | 3                | 0                | 2             | 0             | 1             | 0             | 35       | 6     | 4           | 0          |
| Remo Arnold          | 34               | 1                | 6                | 0                | 3             | 0             | 0             | 0             | 37       | 1     | 6           | 0          |
| Davide Callà         | 28               | 5                | 6                | 0                | 2             | 0             | 0             | 0             | 30       | 5     | 6           | 0          |
| Marin Cavar          | 8                | 1                | 1                | 0                | 0             | 0             | 0             | 0             | 8        | 1     | 1           | 0          |
| Ousmane Doumbia      | 32               | 5                | 4                | 2                | 3             | 1             | 0             | 0             | 35       | 6     | 4           | 2          |
| Valon Hamdiu         | 7                | 0                | 0                | 0                | 0             | 0             | 0             | 0             | 7        | 0     | 0           | 0          |
| Sead Hajrović        | 32               | 2                | 9                | 0                | 3             | 0             | 1             | 0             | 35       | 2     | 10          | 0          |
| Gabriel Isik         | 30               | 3                | 6                | 0                | 3             | 0             | 0             | 0             | 33       | 3     | 6           | 0          |
| Jordan Gele          | 6                | 1                | 0                | 0                | 0             | 0             | 0             | 0             | 6        | 1     | 0           | 0          |
| Karim Gazzetta       | 26               | 2                | 5                | 0                | 1             | 0             | 0             | 0             | 27       | 2     | 5           | 0          |
| Granit Lekaj         | 25               | 0                | 4                | 0                | 3             | 0             | 0             | 0             | 28       | 0     | 4           | 0          |
| Mark Anders Lepik    | 0                | 0                | 0                | 0                | 0             | 0             | 0             | 0             | 0        | 0     | 0           | 0          |
| Denis Markaj         | 25               | 0                | 3                | 0                | 2             | 0             | 0             | 0             | 27       | 0     | 3           | 0          |
| Bojan Milosavljevic  | 1                | 0                | 0                | 0                | 1             | 0             | 0             | 0             | 2        | 0     | 0           | 0          |
| Nikola Milosavljevic | 1                | 0                | 0                | 0                | 0             | 0             | 0             | 0             | 1        | 0     | 0           | 0          |
| Liridon Mulaj        | 4                | 0                | 0                | 0                | 0             | 0             | 0             | 0             | 4        | 0     | 0           | 0          |
| Luca Radice          | 33               | 5                | 9                | 0                | 2             | 0             | 1             | 0             | 35       | 5     | 10          | 0          |
| Julian Roth          | 0                | 0                | 0                | 0                | 0             | 0             | 0             | 0             | 0        | 0     | 0           | 0          |
| Alexis Rüegg         | 0                | 0                | 0                | 0                | 0             | 0             | 0             | 0             | 0        | 0     | 0           | 0          |
| Rijad Saliji         | 12               | 0                | 0                | 0                | 1             | 0             | 0             | 0             | 13       | 0     | 0           | 0          |
| Tobias Schättin      | 31               | 0                | 4                | 0                | 3             | 0             | 1             | 0             | 34       | 0     | 5           | 0          |
| Marc Schmid          | 0                | 0                | 0                | 0                | 0             | 0             | 0             | 0             | 0        | 0     | 0           | 0          |
| Taluant Seferi       | 32               | 10               | 9                | 0                | 3             | 0             | 1             | 0             | 35       | 10    | 10          | 0          |
| Luka Sliskovic       | 35               | 13               | 3                | 0                | 3             | 1             | 0             | 0             | 38       | 14    | 3           | 0          |
| Raphael Spiegel      | 35               | 0                | 1                | 0                | 2             | 0             | 0             | 0             | 37       | 0     | 1           | 0          |
| Nicola Stettler      | 8                | 0                | 0                | 0                | 0             | 0             | 0             | 0             | 8        | 0     | 0           | 0          |
| Manuel Sutter        | 12               | 0                | 0                | 0                | 3             | 0             | 2             | 0             | 15       | 0     | 2           | 0          |
| Patrick Sutter       | 0                | 0                | 0                | 0                | 0             | 0             | 0             | 0             | 0        | 0     | 0           | 0          |
| Enrique Wild         | 29               | 1                | 0                | 0                | 2             | 0             | 0             | 0             | 31       | 1     | 0           | 0          |